# Nisterberg
Nisterberg é um município da Alemanha localizada no distrito de Altenkirchen, na associação municipal de Verbandsgemeinde Daaden, no estado da Renânia-Palatinado.

## População
| - 1815 – 215 - 1835 – 239 - 1871 – 259 - 1905 – 223 - 1939 – 301 - 1950] – 330 | - 1961 – 361 - 1965 – 374 - 1970 – 404 - 1975 – 401 - 1980 – 411 - 1985 – 401 | - 1987 – 396 - 1990 – 412 - 1995 – 468 - 2000 – 469 - 2005 – 447 |